# 迪納布爾加城堡

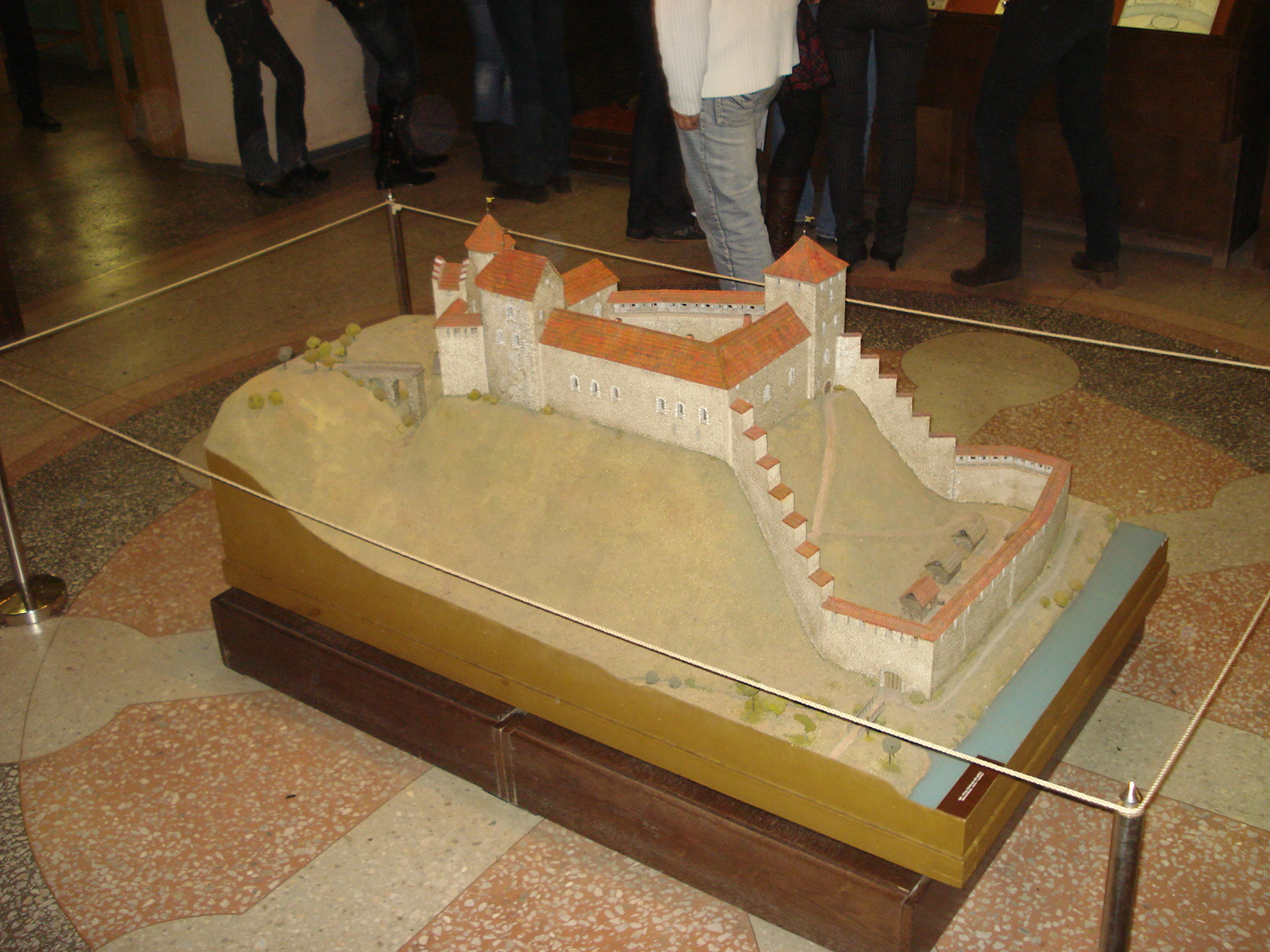

迪納布爾加城堡（Dinaburga Castle）是拉脫維亞的一座城堡，位於拉脫維亞東部拉特加爾地區陶格夫匹爾斯東側。這座城堡修建於1273年至1277年。